# Kirchenwüstung St. Severin, Kirchhof Sand

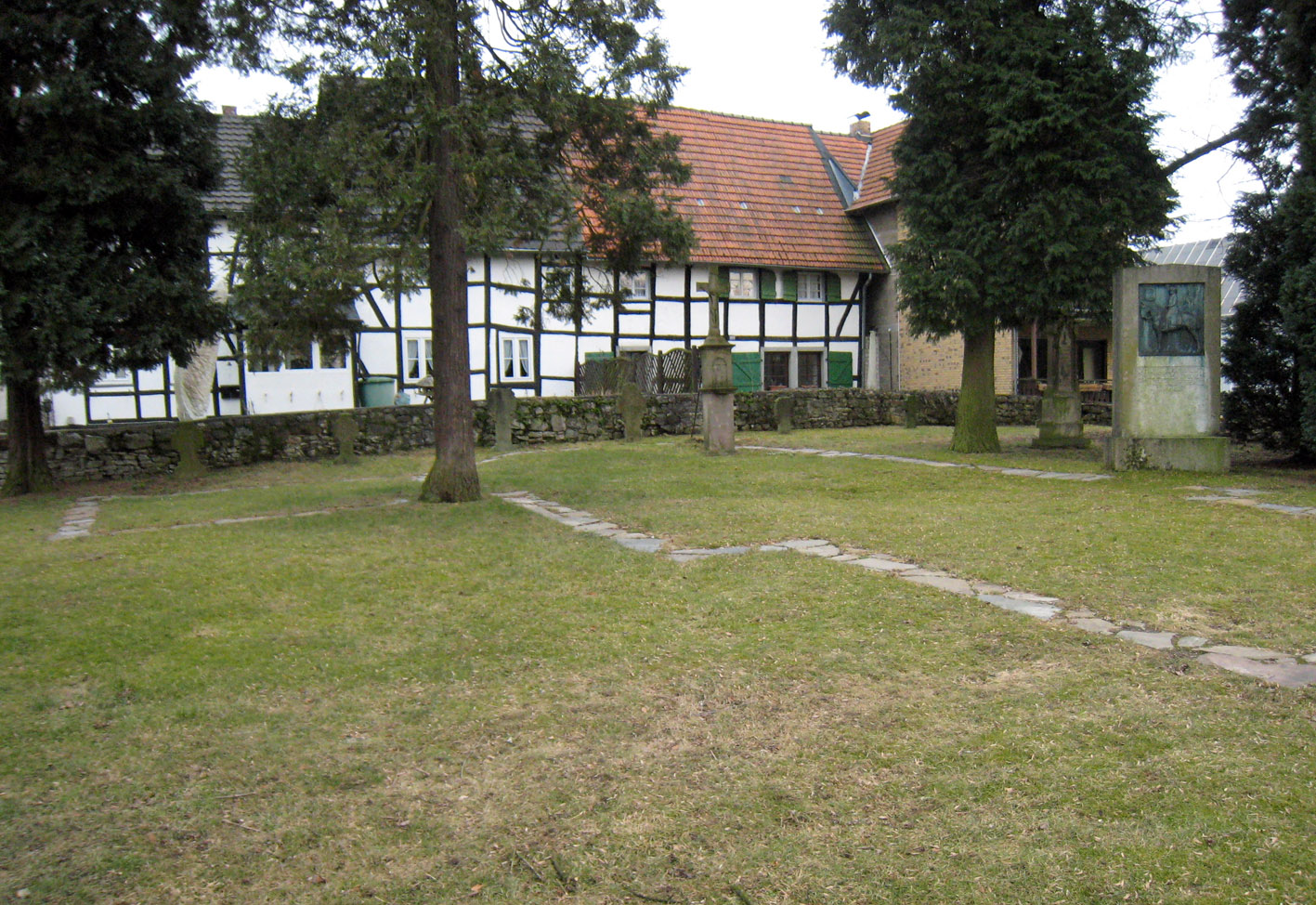
Alter Kirchhof Sand

Die Kirchenwüstung St. Severin, Kirchhof Sand ist ein Bodendenkmal im Stadtteil Sand von Bergisch Gladbach im Rheinisch-Bergischen Kreis.

## Schutzbereich
Zum Schutzbereich gehört der ummauerte Kirchhof mit der wüst gefallenen Kirche.

## Beschreibung
An der Stelle des Alten Kirchhofs Sand hat früher die alte Kirche St. Severin gestanden. Sie wurde 1894 niedergelegt, nachdem man auf der Höhe von Sand die neue Kirche St. Severin gebaut hatte. Obertägig sind keinerlei Relikte von der Kirche mehr vorhanden. Beim Abbruch hat man Bauteile der Kirche und einige alte Grabsteine in einer kellerartigen Grube verfüllt.
Der alte Kirchhof ist von einer alten Bruchsteinmauer umschlossen. Auf dem Innenbereich stehen noch zahlreiche alte Grabkreuze. Trotz der Abtragung der Ruinen ist davon auszugehen, dass große Teile des archäologischen Denkmals im Boden erhalten sind. Dazu gehören die Fundamente mehrerer Kirchenbauphasen, die Informationen zur Geschichte der Kirche und ihrer baulichen Entwicklung und Nutzung tragen. Auf dem Kirchhof wurden bis zum Beginn des 19. Jahrhunderts Bewohner des Ortes bestattet. Mit naturwissenschaftlichen Untersuchungen der menschlichen Überreste können deren Lebensumstände, Sterbealter, Krankheiten und Sozialstrukturen herausgefunden werden. 
Aufgrund des guten Erhaltungszustands des Grundstücks ist im gesamten Bereich der ehemaligen Kirche und des Friedhofs mit weiteren Spuren von Bodenurkunden zur ältesten Siedlungsgeschichte von Bergisch Gladbach und des Rheinisch-Bergischen Kreises zu rechnen. Dabei liefert jede einzelne Schicht spezifische Informationen. Zum Beispiel werden in Brand- und Schutthorizonten Hinterlassenschaften von Schadensfeuern und kriegerischen Zerstörungen sichtbar.

## Bodendenkmal
Für den Schutz und Erhalt der Kirche und des Kirchhofs stehen wissenschaftliche Gründe im Vordergrund, weil sich anhand der erhaltenen Zeugnisse im Boden noch offene Fragen zu den Bestattungsriten und der Baugeschichte der Kirche klären lassen. Für die Erhaltung und den Schutz des Bodendenkmals Kirchenwüstung St. Severin, Kirchhof Sand besteht ein öffentliches Interesse. Das Gebiet ist daher unter Nr. 15 in die Liste der Bodendenkmäler in Bergisch Gladbach eingetragen.